# Pogorzany
Pogorzany – wieś w Polsce, położona w województwie małopolskim, w powiecie limanowskim, w gminie Jodłownik.
W latach 1975–1998 miejscowość administracyjnie należała do województwa nowosądeckiego.
Wieś duchowna, własność opactwa cystersów szczyrzyckich położona była w drugiej połowie XVI wieku w powiecie szczyrzyckim województwa krakowskiego.

## Integralne części wsi
| SIMC    | Nazwa   | Rodzaj    |
| ------- | ------- | --------- |
| 0430516 | Podlas  | część wsi |
| 0430522 | Smykań  | część wsi |
| 0430539 | Wieniec | część wsi |

## Historia
18 września 1944 SS wraz z niemiecką policją dokonały pacyfikacji wsi w odwecie za pomoc partyzantom. Rozstrzelano 21 osób a 18 zostało spalonych w zabudowaniach. Zwłoki pomordowanych zostały pochowane na cmentarzu w Szczyrzycu.
Urodził się tu Antoni Matejkiewicz – polski duchowny, działacz oświatowy, dziekan Wojska Polskiego.

## Zabytki
- kapliczka, murowana, przy starej drodze do Wiśniowej z 1864 roku.